# Видергелтинген
Видергелтинген (њем. Wiedergeltingen) општина је у њемачкој савезној држави Баварска. Једно је од 52 општинска средишта округа Унтералгој. Према процјени из 2010. у општини је живјело 1.405 становника. Посједује регионалну шифру (AGS) 9778216.

## Географски и демографски подаци
Видергелтинген се налази у савезној држави Баварска у округу Унтералгој. Општина се налази на надморској висини од 609 метара. Површина општине износи 11,6 km². У самом мјесту је, према процјени из 2010. године, живјело 1.405 становника. Просјечна густина становништва износи 121 становника/km².